# Le Fresne (Eure)
Pour les articles homonymes, voir Fresnes.
Le Fresne est une ancienne commune française située dans le département de l'Eure en région Normandie, devenue le 1er janvier 2018 une commune déléguée au sein de la commune nouvelle du Val-Doré.

## Géographie

### Localisation
Village du pays d'Ouche.
| Saint-Élier      | Saint-Élier                      | La Croisille Glisolles   |
| Conches-en-Ouche | Fresne                           | Champ-Dolent             |
|                  | Nagel-Séez-Mesnil (par un angle) | Orvaux Le Mesnil-Hardray |

## Toponymie
Le nom de la localité est attesté sous les formes Fraxino en 1046 et 1049, Frauxinus en 1230 (L. P. et 1er cartulaire d’Artois), Freene en 1297 (cartulaire de Saint-Wandrille), Saint Lienart  du Fresne en 1334 (cartulaire S. Trinitatis Bellimontis), Le Frêne le Château en 1828 (Louis Du Bois).
De l'oil fraisne, « fresne ».

## Politique et administration
| Période                                  | Période       | Identité       | Étiquette | Qualité              |
| ---------------------------------------- | ------------- | -------------- | --------- | -------------------- |
| mars 2001                                | décembre 2017 | Daniel Farieux | DVD       | Agriculteur retraité |
| Les données manquantes sont à compléter. |               |                |           |                      |

## Démographie
L'évolution du nombre d'habitants est connue à travers les recensements de la population effectués dans la commune depuis 1793. Pour les communes de moins de 10 000 habitants, une enquête de recensement portant sur toute la population est réalisée tous les cinq ans, les populations de référence des années intermédiaires étant quant à elles estimées par interpolation ou extrapolation. Pour la commune, le premier recensement exhaustif entrant dans le cadre du nouveau dispositif a été réalisé en 2007.

En 2016, la commune comptait 325 habitants, en évolution de +10,17 % par rapport à 2010 (Eure : −0,25 %, France hors Mayotte : +2,11 %).
| 1793 | 1800 | 1806 | 1821 | 1831 | 1836 | 1841 | 1846 | 1851 |
| ---- | ---- | ---- | ---- | ---- | ---- | ---- | ---- | ---- |
| 377  | 309  | 370  | 346  | 374  | 377  | 389  | 372  | 331  |

| 1856 | 1861 | 1866 | 1872 | 1876 | 1881 | 1886 | 1891 | 1896 |
| ---- | ---- | ---- | ---- | ---- | ---- | ---- | ---- | ---- |
| 332  | 293  | 305  | 288  | 271  | 232  | 251  | 232  | 230  |

| 1901 | 1906 | 1911 | 1921 | 1926 | 1931 | 1936 | 1946 | 1954 |
| ---- | ---- | ---- | ---- | ---- | ---- | ---- | ---- | ---- |
| 219  | 187  | 174  | 144  | 142  | 142  | 113  | 127  | 135  |

| 1962 | 1968 | 1975 | 1982 | 1990 | 1999 | 2006 | 2007 | 2012 |
| ---- | ---- | ---- | ---- | ---- | ---- | ---- | ---- | ---- |
| 142  | 138  | 123  | 199  | 287  | 321  | 296  | 290  | 315  |

| 2016 | - | - | - | - | - | - | - | - |
| ---- | - | - | - | - | - | - | - | - |
| 325  | - | - | - | - | - | - | - | - |

## Culture locale et patrimoine

### Lieux et monuments
- Église Saint-Léonard du Fresne.

### Patrimoine naturel
La forêt d'Évreux (dont une partie se trouve comprise sur le territoire de la commune), est en zone naturelle d'intérêt écologique, faunistique et floristique.

### Héraldique
| Blason de Le Fresne | Blason  | Écartelé: au 1er d'or à la croix de gueules chargée de cinq coquilles d'argent, aux 2e et 3e d'argent à trois fasces de gueules accompagnées de six merlettes de sable 2, 2, 1 et 1, au 4e d'or à la moucheture d'hermine de sable; le tout sommé d'un chef d'or chargé de quatre feuilles de frêne de sinople. |
| Blason de Le Fresne | Détails | Le statut officiel du blason reste à déterminer. |